# Los Ramblers
Pour le groupe portugais, voir The Ramblers.
Los Ramblers ou The Ramblers est une groupe chilien de rock 'n' roll.
Les membres actuels sont Sebastián Apiolaza (chant), Claudio Rivas (basse et chœurs), Rene Romero (batterie), Nino Soto (guitare et chœurs), Ricardo Flores (trombone), Manuel Rey (trompette), Renato Muñoz (saxophone et clarinette) et Natán Vivanco (piano). Jorge Rojas Cossio est le directeur général et le représentant du groupe.
Los Ramblers présentent leur tournée nationale intitulée The Legend Continues (2024), un spectacle pour toute la famille avec leur nouvelle proposition musicale et visuelle comprenant de nouveaux membres musicaux et un directeur représentant Los Ramblers.

## Histoire
The Ramblers est formé par Jorge Ivan Rojas Astorga, en novembre 1959, ses premiers membres étaient : Jorge Rojas Astorga (directeur et piano) ; Polo Salinas (voix) ; Manuel Urrutia (guitare) ; Francisco Arlegui (saxophone) ; Alex Aparicio (trompette) ; Romeo Bader (batterie) ; Juan Castillo (contrebasse) Jaime Escobedo (clarinette) ; Gustavo Vidal (trombone) ; il y avait des musiciens professionnels et autodidactes, ils avaient participé à d'autres groupes ou en tant que solistes, bien qu'aucun d'entre eux ne se soit consacré à la musique en tant qu'activité professionnelle.
Le groupe acquiert une popularité nationale lorsqu'il participe à l'émission El Show de la Polla sur Radio Minería en avril 1961. À partir de ce moment, ils sont invités dans diverses stations de radio, puis à la troisième édition du festival de Viña del Mar en février 1962. À l'occasion de la Coupe du monde au Chili cette année-là, leur directeur, Jorge Rojas Astorga, compose El rock del Mundial, qui se vend à plus de 80 000 exemplaires cette année-là et à deux millions jusqu'au début du XXIe siècle.
En 1965, ils effectuent une tournée en Argentine, où ils présentent des danses et des concerts en plein air dans la région de Buenos Aires, ainsi que des spectacles à succès sur la chaîne 13 de Buenos Aires. De retour au Chili, ils perdent Jaime Escobedo, qui décède de complications gastro-intestinales. En raison des absences continuelles du chanteur, le groupe commence à interpréter des chansons instrumentales connues. Germán Casas quitte définitivement le groupe en 1985, remplacé par Gustavo Ramos, puis par Valentín Fernández.
En 2005, ils se produisent au Teatro Municipal de Viña del Mar et parcourent le pays du nord au sud. En 2009, Los Ramblers fêtent leurs 50 ans de vie artistique et décident de célébrer cet événement par un grand concert à Santiago. Le dimanche 8 novembre 2009, au Teatro Caupolicán, ils invitent des artistes à célébrer les 50 ans de Los Ramblers et de la nueva ola chilienne. Les artistes invités étaient Luis Dimas, Cecilia, Peter Rock, Marisa, Larry Wilson, Luz Eliana et Fernando Montes, accompagnés par l'orchestre de Pancho Aranda. Le résultat est un théâtre Caupolicán rempli de fans de ce groupe, qui ont chanté et dansé au rythme de leurs chansons. Le résultat est 50 aniversario, le premier album live de l'histoire du groupe.
La tournée anniversaire se poursuit entre 2010 et 2013, lorsqu'ils célèbrent le 50e anniversaire de leur single El rock del Mundial. En février 2014, ils participent au festival Viva Dichato, où ils ouvrent le spectacle et interprété leurs plus grands succès sous les acclamations du public et des téléspectateurs. Il convient de noter que grâce au Rock del Mundial, la chanson El rock del Mundial, composée par Jorge Rojas Astorga, est considérée par le prestigieux magazine Billboard comme l'une des dix meilleures chansons de l'histoire des Coupes du monde, ce qui attire l'attention de journalistes de différents pays, qui ont contacté son auteur pour parler de cet événement qui a lieu 50 ans après sa création et son enregistrement, et qui, selon ce classement, est considérée comme la première chanson écrite pour un Rock del Mundial. Tout cela conduit à la tournée de 2014, au cours de laquelle Los Ramblers ont parcouru différentes régions du Chili. En septembre de la même année, un grand concert avec nueva ola a lieu au Teatro Caupolicán, répétant le phénomène de 2009.
En 2018, aux premières heures du 24 février, les Ramblers étaient sur le chemin du retour vers Santiago, après avoir donné un concert dans la ville de Parral (Chili), à l'occasion du 223e anniversaire de la ville. Sur le chemin du retour, au kilomètre 293 de la route 5 sud, le bus qui ramenait le groupe est entré en collision avec un camion qui se trouvait sur le bas-côté de la route en raison d'une panne. Dans l'accident, plusieurs membres du groupe ont été blessés, dont trois dans un état grave et un mort. Sur place, il est confirmé que le chanteur principal, Valentín Fernández, membre du groupe depuis le début des années 1990, était décédé sur le coup. La nouvelle a suscité un émoi national et les médias parlent de l'événement. Jorge Rojas Astorga, fondateur et directeur de l'orchestre, est transporté à l'hôpital de Talca, où il est décédé au bout de dix jours en raison de la gravité de ses blessures, Un an après le funeste accident, le nouveau directeur et fils Jorge Rojas Cossio, publie une lettre ouverte sur les réseaux sociaux pour commémorer les membres qui ne font plus partie de l'orchestre. Il rend ainsi hommage à Valentín Fernández (chant) et à Jorge Rojas Astorga (chef d'orchestre et pianiste). En ajoutant également cette nouvelle scène dans laquelle Los Ramblers se produisent déjà.
Début 2019, l'orchestre annonce un nouvel album qui est déjà en cours de publication sur différentes plateformes. Une nouvelle tournée intitulée La leyenda continúa qui apportera un nouveau DVD, plus frais, avec des sons modernes et avec de grandes chansons populaires de toute leur carrière musicale. Il comprend un CD (audio) et un DVD (live) contenant du matériel exclusif, des interviews et 20 chansons interprétées. Le premier single, intitulé A mi amada, est déjà disponible sur sa chaîne officielle YouTube. Cette vidéo est diffusée pour la première fois le 14 février 2019, présentant leur nouveau membre Sebastián Apiolaza (chant principal),,.
En 2022, Los Ramblers préparent leur 60e anniversaire en même temps que celui du Rock del Mundial en promettant de livrer un nouveau décor de scène, des chansons historiques de l'orchestre, et bien plus encore.

## Discographie
- 1962 : The Ramblers
- 1964 : The Ramblers - Los Tigres
- 1965 : Primer amor
- 1966 : Ramblering
- 1968 : The Ramblers
- 1971 : Señor amor
- 1976 : Again
- 1984 : The Ramblers siempre The Ramblers
- 1992 : La orquesta de los años felices
- 2004 : Antología: 1963-1976
- 2010 : 50 aniversario
- 2012 : El Rock Del Mundial (Homenaje 50 años)
- 2013 : Antología
- 2016 : The Ramblers (en vivo)
- 2019 : La Leyenda Continúa